# Sekh
Sekh (en rus: Сех) és un poble del Daguestan, a Rússia, que en el cens del 2010 tenia 288 habitants. Pertany al districte rural de Gunib.